# ’Round Midnight
’Round Midnight ist ein Jazzstandard, der von dem Jazz-Musiker Thelonious Monk geschrieben und erstmals 1944 veröffentlicht wurde. Das Musikstück, eine der populärsten lyrischen Kompositionen des Modern Jazz, wurde von vielen Künstlern unterschiedlichster Stilrichtungen aufgenommen.

## Entstehungsgeschichte

Cootie Williams & Orchestra - ’Round Midnight

Nach Thomas Fitterling schrieb Monk erste Grundlagen von ’Round Midnight im Jahr 1936. Er komplettierte seine Komposition Grand Finale im Sommer 1943 und betitelte sie dann I Need You So, das Copyright hierzu wurde im September 1943 angemeldet und lautete auf Round About Midnight.
Acht Jahre lang verblieb die Komposition in den Archiven, bis Jazzpianist Bud Powell im Jahr 1944 den Orchesterleiter Cootie Williams drängte, ’Round Midnight aufzunehmen. Das Cootie-Williams-Orchester nahm das Stück am 22. August 1944 auf, mit dem Monk-Schützling Bud Powell am Klavier, sowie Ermett Perry, George Treadweill, Lammar Wright senior und Tommy Stevenson (Trompete), Ed Burke, Bob Horton und Ed Clover (Posaune), Eddie „Cleanhead“ Vinson (Gesang), Sam „The Man“ Taylor und Les Pope (Tenorsaxophon), Eddie DeVerteuil (Baritonsaxophon), Leroi Kirkland (Gitarre), Carl Pruitt (Bass) und Sylvester Payne (Schlagzeug). Charakteristisch ist ein achttaktiges Interludium, für das Williams die Rechte als Mitautor eingeräumt bekam. Es entstand die Erkennungsmelodie für sein Orchester. Texter Bernie Hanighen (auf dem Label falsch buchstabiert) und Williams ließen im November 1944 ihre Copyrights eintragen. Der in Eb-Moll gehaltene Song erschien als B-Seite der Single Somebody’s Got To Go/’Round Midnight (HIT #7119), erreichte jedoch nicht die Hitparade.

## Analyse
Die Tonart ist es-Moll. Das Stück besteht aus einem A- und einem B-Teil, die beide jeweils 8 Takte lang sind. Der A-Teil wird zu Beginn wiederholt und nach dem B-Teil abermals gespielt, sodass die für viele Jazzstandards typische AABA-Form entsteht. Die Komposition ist somit insgesamt 32 Takte lang.

Die ersten 5 Takte von ’Round Midnight. Andere Transkriptionen weichen in Melodie und Harmonie teilweise erheblich ab.

Den Kern des A-Teils bildet das Motiv b-es′-f′-b′-ges′ über es-Moll und einen chromatisch fallenden Bass ab Es, welches Erkennungsmerkmal des gesamten Stückes ist. Gerade die beiden zweiten Töne von Bass (d) und Melodie (es) bilden den charakteristischen (hier sogar wenig dissonanten) Klang einer kleinen None. Dieses Motiv (im Notenbeispiel rot markiert) wird im 3. Takt als es′-ges′-b′-des′-c′ über c-Halbvermindert weiter gesponnen und „schaukelt“ sich im 5. Takt als as′-ces′-es″-ges″ über as-Moll-7 nach oben, bevor die Melodie im 7. und 8. Takt wieder abfällt. Hier schließt das Thema mit ges′, f′, es′, d′ und b′ über der Dominante B-Dur-7, welche die Tonika es-Moll vorbereitet und damit die Wiederholung des A-Teils einleitet (im Notenbeispiel nicht mehr enthalten).
Der Schluss des 1. A-Teils ist gleichzeitig das Material für die ersten vier Takte des B-Teils, in dem diese Schlusswendung erst leicht abgewandelt als ges′-f′-es′-d′-b weitergeführt und schließlich als ges′-f′-es′-d′-b′ in der ursprünglichen Version wiederholt wird. Dann folgen in halben Noten über ces′, b′, ges′ f′ und nochmals über es″ des″ ces′ und b′ zwei absteigende Melodielinien, die schließlich wieder in den letzten A-Teil münden.

## Coverversionen

Thelonious Monk – ’Round About Midnight

Es verging mehr als ein Jahr, bis Dizzy Gillespie den Titel am 7. Februar 1946 aufgriff. Auch Gillespie hielt sich nicht an die Originalkomposition, sondern fügte sein berühmt gewordenes Intro und Kadenzen für sein Bigband-Arrangement hinzu. Hierfür gab es jedoch keinen Urheberrechtseintrag.
Nun folgte der Komponist Thelonious Monk am 21. November 1947 mit seiner Version auf der Single ’Round About Midnight/Well You Needn’t (B-Seite am 24. Oktober 1947 aufgenommen) (Blue Note #543), der bei seinen eigenen Aufführungen Gillespies Bearbeitungen übernahm. Neben Monk (Piano) spielten George Taitt (Trompete), Edmund Gregory (Altsaxophon), Robert Paige (Bass) und Art Blakey (Schlagzeug). Blue Note veröffentlichte die Fassung auch auf dem Album Genius of modern Jazz. Er nahm das Stück zudem bei seiner letzten Session am 15. November 1971 als Klaviersolo auf.

Miles Davis – ’Round About Midnight

Ein Wendepunkt für die Entwicklung von Round Midnight war die Aufführung der Komposition durch Miles Davis beim Newport Jazz Festival am 17. Juli 1955, als er ungeplant auf die Bühne kam, von Duke Ellington angesagt wurde und neben Round Midnight zwei weitere Titel spielte. Miles Davis (Trompete), Zoot Sims (Tenorsaxophon), Gerry Mulligan (Baritonsaxophon), Thelonious Monk (Piano), Percy Heath (Bass) und Connie Kay (Schlagzeug) waren seine instrumentalen Begleiter. Davis und Monk gerieten auf der Rückreise von Newport in Streit, als Monk Davis vorwarf, er hätte das Stück falsch gespielt – Monk stieg verärgert aus dem Tourbus aus. Umgekehrt äußerte Davis zum Festivalleiter George Wein nach dem Auftritt, er solle Monk sagen, dass er die falschen Noten spielte. Wein antwortete: „Sag’s ihm selbst, er hat das Stück geschrieben“. Der Streit war aber bald danach vergessen. Davis nahm das Stück mehrere Male auf, zum Beispiel für Prestige Records auf dem Album Miles Davis and the Modern Jazz Giants sowie bereits 1953 mit Sonny Rollins und Charlie Parker und nochmals 1958 als Mitglied des Michel Legrand Orchesters. ’Round Midnight gehörte zum Live-Repertoire von Miles Davis bis Ende der sechziger Jahre. Es wird so stark mit Davis assoziiert, dass zum Beispiel Eric Nisenson seine Biografie von Davis nach dem Stück benannte.
Der Newport-Auftritt bedeutete ein Comeback für Davis und führte zu einem Plattenvertrag mit Columbia Records. Dieser Auftritt erweckte wieder das Interesse an Davis nach einer von Drogenproblemen gekennzeichneten Zeit und führte zur Gründung seines Quintetts mit John Coltrane. Schnell wurde in New York die LP Round About Midnight aufgenommen, die eine der klassischen Fassungen von ’Round Midnight als Titelstück enthielt. Aufgenommen im Columbia-Studio an der 30th Street in New York am 10. September 1956 (’Round Midnight; die anderen Titel entstanden zwischen dem 26. Oktober 1955 und 5. Juni 1956) in der Besetzung Miles Davis (Trompete), Paul Chambers (Bass), John Coltrane (Tenorsaxophon), Red Garland (Piano) und Philly Joe Jones (Schlagzeug), gehört die LP zu den Jazz-Klassikern; Produzent war George Avakian.
Prince veröffentlichte zwar keine Coverversion, bezeichnete aber ’Round Midnight als einen von 55 Songs, die ihn musikalisch inspiriert haben.

## Statistik
Künstler verschiedener Stilrichtungen, die den Standard aufnahmen, waren beispielsweise Bobby McFerrin, Stan Getz, Chick Corea, Hermeto Pascoal, Elkie Brooks als Gesangsstück und Andy Summers und Sting (Mitglieder der Rock-Band The Police).
Insgesamt wurde das Stück laut der Jazz Online Discography "Tom Lord" zufolge mindestens 1555 Mal aufgenommen, hinzu kommen dutzende weitere Aufnahmen unter den Titeln ’Round About Midnight, Around Midnight, Round Bout Midnight, Round Midnite, Autour de minuit, Alrededor de medianoche, Vid Midnatt, At About Midnight Intorno a mezzanotte, Около полуночи aka ラウンド・ミッドナイト, Vain öisin und Narcomania.